# I Left My Heart...
I Left My Heart... è un album live di Red Garland, pubblicato dalla Muse Records nel 1978. Il disco fu registrato dal vivo nel maggio del 1978 al Keystone Korner di San Francisco, California (Stati Uniti).

## Tracce
Lato A
1. Will You Still Be Mine – 5:48 (Matt Dennis, Tom Adair)
2. Please Send Me Someone to Love – 6:12 (Percy Mayfield)
3. Bye Bye Blackbird – 6:28 (Mort Dixon, Ray Henderson)

Lato B
1. Body and Soul – 5:55 (Johnny Green, Edward Heyman, Robert Sour, Frank Eyton)
2. Bag's Groove – 8:23 (Milt Jackson)
3. I Left My Heart in San Francisco – 5:29 (George Cory, Douglass Cross)

## Musicisti
- Red Garland - pianoforte
- Leo Wright - sassofono alto (brani: B1, B2 e B3)
- Chris Aberger - contrabbasso
- Eddie Moore - batteria